# Metilcobalamina
La metilcobalamina (mecobalamina, MeCbl, o MeB
12) es una cobalamina, una forma de vitamina B
12. Se diferencia de la cianocobalamina en que el grupo cianuro es reemplazado por un grupo metilo.
La metilcobalamina presenta un centro de cobalto(III) octaédrico. Se puede obtener como en forma de cristales de color rojo oscuro. Desde el punto de vista de la química de coordinación, la metilcobalamina resulta notable como un raro ejemplo de un compuesto que contiene enlaces metal-alquilo. Se han propuesto intermediarios níquel-metilo para el paso final de la metanogénesis.
La metilcobalamina es fisiológicamente equivalente a la vitamina B
12, y puede utilizarse para tratar o prevenir patologías derivadas de la falta de vitamina B
12 (deficiencia de vitamina B12), tales como la anemia perniciosa.
La metilcobalamina también se utiliza en el tratamiento de la neuropatía periférica, neuropatía diabética y como tratamiento preliminar para la esclerosis lateral amiotrófica.

## Producción

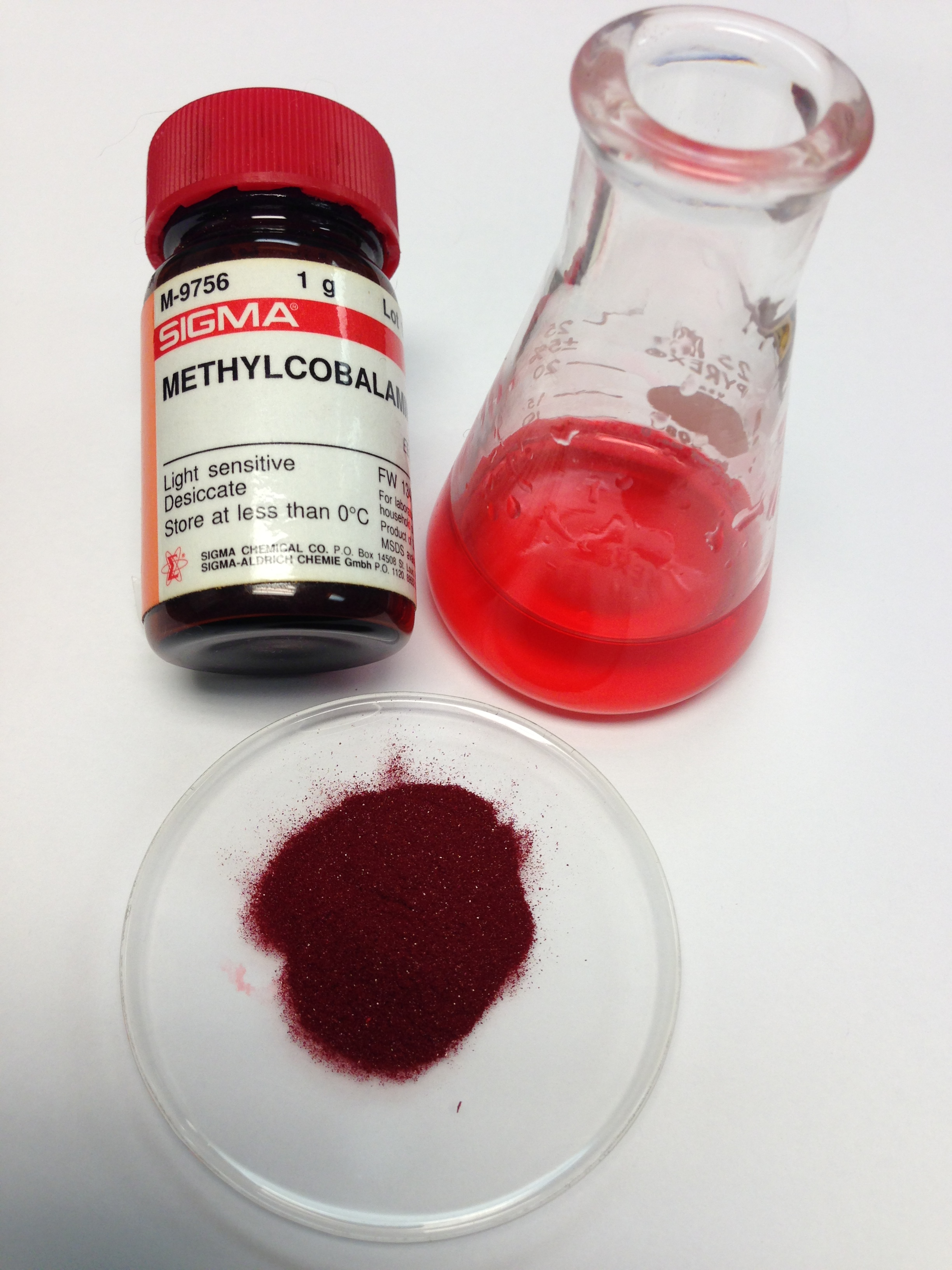
La metilcobalamina recuerda físicamente a otras formas de vitamina, se presenta en forma de cristales de color rojo oscuro que se disuelven libremente en agua para formar soluciones transparentes de color rojo cereza.

La metilcobalamina puede producirse en laboratorio por la reducción de la cianocobalamina con borohidruro de sodio en solución alcalina, seguida por la adición de yoduro de metilo.

## Funciones
Este vitámero es una de las dos coenzimas activas que utilizan las enzimas dependientes de vitamina B
12, siendo la forma específica de vitamina B
12 utilizada por la enzima 5-metiltetrahidrofolato-homocisteína metiltransferasa (MTR), también conocida como metionina sintasa.[cita requerida]
La metilcobalamina participa en la vía de Wood-Ljungdahl, la cual es una ruta por la cual algunos organismos utilizan dióxido de carbono para producir sus propios compuestos orgánicos (ver fijación de carbono). En esta vía, la metilcobalamina provee el grupo metilo que se acopla al monóxido de carbono (derivado del CO
2) para producir acetil-CoA. El acetil-CoA, puede considerarse un derivado del ácido acético que puede ser convertido en moléculas más complejas según requiera el organismo.
La metilcobalamina la producen algunos tipos de bacterias. Desempeña un importante papel en el medioambiente. En la naturaleza, es responsable de la biometilación de ciertos metales pesados. Por ejemplo el compuesto extremadamente tóxico metilmercurio se produce por la acción de la metilcobalamina. En este papel, la metilcobalamina funge como fuente de CH+
3.
En el organismo humano, la falta de cobalamina puede conducir a la aparición de una anemia megaloblástica y a una degeneración combinada subaguda de la médula espinal.